# Chủ nghĩa vô thần
Chủ nghĩa vô thần, thuyết vô thần hay vô thần luận, theo nghĩa rộng nhất, là sự "thiếu vắng" niềm tin vào sự tồn tại của thần linh. Theo nghĩa hẹp hơn, chủ nghĩa vô thần là sự bác bỏ niềm tin rằng thần linh tồn tại, hẹp hơn và cụ thể hơn nữa thì có thể coi là quan điểm cho rằng không hề có thần linh. Chủ nghĩa vô thần đối lập với chủ nghĩa hữu thần, theo dạng chung nhất, là niềm tin rằng có ít nhất một vị thần tồn tại.
Nhiều người tự nhận là vô thần có thái độ hoài nghi với những gì siêu nhiên, với lý do là không có bằng chứng thực nghiệm về sự tồn tại của thần linh mà hướng về phát triển vật chất. Nhưng những người khác lập luận ủng hộ chủ nghĩa vô thần trên cơ sở triết học, xã hội và lịch sử. Tuy trong số những người tự nhận là vô thần có nhiều người thiên về các học thuyết triết học thế tục như chủ nghĩa nhân văn thế tục và chủ nghĩa tự nhiên, không có một hệ tư tưởng hay một bộ hành vi nào mà tất cả những người vô thần cùng chia sẻ
Ngay cả một số tôn giáo, chẳng hạn Kì-na giáo và Phật giáo, không đòi hỏi đức tin vào một vị thần. Phật giáo quan niệm rằng vũ trụ được vận hành bởi các quy luật tự nhiên là Nhân - Quả và Luân hồi, không hề có một vị thần nào có thể khống chế các quy luật đó mà phải nương theo.
Trong các ngôn ngữ của châu Âu, thuật ngữ "vô thần" xuất phát từ cách gọi tên hàm ý bôi xấu (tiếng Hy Lạp: ἀθεότης atheotēs) dành cho những người hoặc những tín ngưỡng xung khắc với quốc giáo. Với sự lan rộng của tư tưởng tự do, chủ nghĩa hoài nghi và sự phê phán tôn giáo, thuật ngữ này đã bắt đầu có được ngữ nghĩa cụ thể hơn và ngày càng được sử dụng như sự tự xác nhận của những người vô thần.

## Các định nghĩa khác nhau
Các tác giả không thống nhất được cách tốt nhất để định nghĩa và giải thích về khái niệm "vô thần", họ bất đồng về việc khái niệm này áp dụng cho các thực thể siêu nhiên nào, tự nó là một khẳng định hay chỉ là sự không tồn tại của một khẳng định, và nó có đòi hỏi một sự phủ nhận tường minh và có ý thức hay không. Người ta đã đưa ra nhiều phạm trù để cố gắng phân biệt các hình thức khác nhau của chủ nghĩa vô thần.

### Phạm vi
Một số tranh cãi và mù mờ ngữ nghĩa xung quanh việc định nghĩa "chủ nghĩa vô thần" phát sinh từ khó khăn trong việc đạt đến sự đồng thuận đối với định nghĩa của các từ như "Thần" hay "Chúa" (Deity và God). Tính nhiều chiều của các khái niệm rất khác nhau về chúa và thần dẫn đến các ý niệm khác nhau về tầm áp dụng của chủ nghĩa vô thần. Ví dụ trong các ngữ cảnh mà chủ nghĩa hữu thần được định nghĩa là đức tin vào một vị thần hữu ngã duy nhất, những người theo thuyết đa thần (polytheism) hoặc thần giáo tự nhiên (deism) có thể bị xem là những người vô thần. Trong thế kỷ XX, quan niệm này đã mất dần sự ủng hộ do thuyết hữu thần đã được hiểu là hàm ý có đức tin vào bất cứ điều gì có tính chất thần thánh.
Về các dạng hiện tượng bị phủ nhận, chủ nghĩa vô thần có thể chống lại bất cứ điều gì, từ sự hiện hữu của thần linh tới sự tồn tại của bất cứ khái niệm tâm linh, siêu nhiên, hay siêu việt nào, chẳng hạn như những khái niệm của Ấn Độ giáo và Phật giáo.

### Hàm ý và tường minh

Một biểu đồ thể hiện mối quan hệ giữa các định nghĩa về thuyết vô thần yếu / mạnh và chủ nghĩa vô thần ngầm / rõ ràng.
Những người theo chủ nghĩa vô thần mạnh mẽ / tích cực / cứng rắn rõ ràng (màu tím ở bên phải) khẳng định rằng "có ít nhất một vị thần tồn tại" là một nhận định sai lầm.
Những người vô thần yếu ớt / tiêu cực / mềm yếu rõ ràng (màu xanh lam ở bên phải) bác bỏ hoặc né tránh niềm tin rằng bất kỳ vị thần nào tồn tại mà không thực sự khẳng định rằng "có ít nhất một vị thần tồn tại" là một tuyên bố sai.
Theo các tác giả như George H.Smith, những người vô thần yếu ớt / tiêu cực tiềm ẩn (màu xanh lam bên trái) sẽ bao gồm những người (chẳng hạn như trẻ nhỏ và một số người theo thuyết nông học), những người không tin vào một vị thần nhưng đã không bác bỏ một cách rõ ràng niềm tin đó.
Lưu ý: (Các kích thước trong biểu đồ không có nghĩa là chỉ ra các kích thước tương đối trong một quần thể.)
Sơ đồ minh họa quan hệ giữa các định nghĩa vô thần yếu/mạnh và hàm ý/tường minh.
- Một người vô thần hàm ý chưa từng biết hay nghĩ đến đức tin vào thần thánh. Tình trạng này hàm ý rằng người này không có đức tin vào thần thánh.
- Một người vô thần tường minh ngược lại đã có khái niệm về đức tin thánh thần. Có thể họ tuy nhận biết nhưng không có đức tin vào thần thánh, hay nghi ngờ sự tồn tại của thần thánh ("vô thần yếu"), hoặc họ chủ động khẳng định rằng thần thánh không tồn tại ("vô thần mạnh").

Các định nghĩa về chủ nghĩa vô thần khá đa dạng trong mức độ quan tâm về các ý niệm về thần thánh mà một người cần có để có thể được coi là một người vô thần.
Như đã nói trong phần mở đầu, chủ nghĩa vô thần còn được định nghĩa là đồng nghĩa với bất cứ hình thức nào của chủ nghĩa phi thần (non-theism), theo đó người không có đức tin vào một vị thần nào cũng được coi là một người vô thần. Người ta đã thống nhất rằng định nghĩa rộng này bao trùm cả trẻ sơ sinh và những người chưa từng được nghe nói về các ý niệm về thần thánh. Từ năm 1772, Nam tước d'Holbach đã nói rằng "Tất cả trẻ em được sinh ra là người vô thần; chúng không biết gì về Chúa" Tương tự, George H. Smith (1979) đã cho rằng: "Người không biết về thuyết hữu thần là một người vô thần vì anh ta không tin vào một vị chúa nào. Phạm trù này cũng bao gồm một đứa trẻ đủ năng lực trừu tượng để hiểu các vấn đề liên quan nhưng lại chưa biết về các vấn đề đó. Thực tế rằng đứa trẻ không tin vào chúa đủ để coi nó là một người vô thần". Smith lập nên thuật ngữ "chủ nghĩa vô thần hàm ý" (implicit atheism) để chỉ việc "không có đức tin mà không cố ý phủ nhận đức tin" và "chủ nghĩa vô thần tường minh" để chỉ định nghĩa thông thường về sự không tin một cách có ý thức.
Trong nền văn hóa phương Tây, quan niệm rằng trẻ em được sinh ra vô thần mới xuất hiện tương đối gần đây. Trước thế kỷ XVIII tại phương Tây, sự tồn tại của Chúa Trời được chấp nhận phổ biến đến mức thậm chí người ta nghi ngờ về khả năng tồn tại chủ nghĩa vô thần thực sự. Điều này được gọi là "thuyết bẩm sinh hữu thần" (theistic innatism) - quan niệm rằng tất cả mọi người tin vào Chúa ngay từ khi lọt lòng mẹ; quan niệm này hàm ý rằng những người vô thần đơn giản là không muốn thừa nhận. Có một lập trường khẳng định rằng những người vô thần sẽ nhanh chóng tin vào Chúa trong những thời điểm khủng hoảng, rằng họ vẫn hoán cải khi hấp hối, hoặc rằng "không có người vô thần nơi chiến trận" (There are no atheists in foxholes – hàm ý rằng nhiều người tự nhận là vô thần thực ra thật sự tin vào Chúa Trời, và rằng trong những thời điểm cực kỳ căng thẳng hay sợ hãi, đức tin đó sẽ nổi lên và làm lu mờ xu hướng vô thần kém thực chất hơn). Một số người đề xướng quan niệm này cho rằng lợi ích về nhân học của tôn giáo là ở chỗ đức tin tôn giáo giúp con người chịu được gian khổ tốt hơn. Một số người vô thần nhấn mạnh thực tế rằng đã có các ví dụ ngược lại với quan niệm trên, trong số đó là các ví dụ về "người vô thần nơi chiến trận".

### So sánh giữa vô thần mạnh và vô thần yếu
Các nhà triết học như Antony Flew, Michael Martin và William L. Rowe đã phân biệt giữa chủ nghĩa vô thần mạnh (tích cực) với chủ nghĩa vô thần yếu (tiêu cực). Chủ nghĩa vô thần mạnh là sự khẳng định tường minh rằng thần thánh không tồn tại. Còn chủ nghĩa vô thần yếu bao hàm tất cả các hình thức khác của thuyết phi thần (non-theism). Theo cách phân loại này, bất cứ ai không theo thuyết hữu thần thì chắc chắn phải là một người theo vô thần mạnh hoặc vô thần yếu. Các thuật ngữ "yếu" và "mạnh" xuất hiện tương đối gần đây; tuy nhiên, các thuật ngữ vô thần "tiêu cực" và "tích cực" đã được sử dụng trong các tài liệu triết học và (với một nghĩa hơi khác) trong các biện giải Công giáo. Theo cách định nghĩa này về chủ nghĩa vô thần, hầu hết những người theo thuyết bất khả tri được xem là những người vô thần yếu.
Trong khi những người như Martin khẳng định rằng thuyết bất khả tri dẫn tới chủ nghĩa vô thần yếu, đa số những người theo thuyết bất khả tri lại cho rằng quan niệm của mình tách biệt hẳn với chủ nghĩa vô thần – thuyết mà họ có thể xem là thiếu cơ sở và ít thuyết phục chẳng kém thuyết hữu thần. Việc không thể đạt được các tri thức chứng minh hay phủ nhận sự tồn tại của thần thánh (quan niệm của thuyết bất khả tri) đôi khi được xem là một ngụ ý rằng chủ nghĩa vô thần cũng đòi hỏi một bước nhảy vọt của niềm tin (leap of faith). Các phản ứng thường gặp của những người vô thần đối với lập luận trên gồm có lập luận rằng các khẳng định "tôn giáo" chưa được chứng minh xứng đáng bị nghi ngờ không kém gì tất cả các khẳng định chưa được chứng minh khác và rằng việc không thể chứng minh được sự tồn tại của một vị chúa trời không dẫn đến xác suất ngang bằng cho khả năng vị chúa đó tồn tại. Nhà triết học người Scotland J. J. C. Smart thậm chí còn lập luận rằng "đôi khi một người thực sự vô thần có thể tự miêu tả mình, thậm chí miêu tả rất nhiệt tình, là một người theo thuyết bất khả tri, vì chủ nghĩa hoài nghi triết học bị tổng quát hóa quá mức đã ngăn cản chúng ta khẳng định bất cứ điều gì mình biết, có lẽ chỉ ngoại trừ các chân lý toán học và logic." Tiếp đó, một số tác giả vô thần nổi tiếng như Richard Dawkins thiên về hướng phân biệt các quan điểm hữu thần, bất khả tri, vô thần bằng xác suất mà quan điểm đó gán cho khẳng định "Ảo tưởng về Chúa trời".

## Cơ sở lý luận
Cách phân loại khái quát nhất về cơ sở lý luận vô thần là phân biệt giữa vô thần thực tiễn và vô thần lý thuyết. Mỗi hình thức khác nhau của vô thần lý thuyết xuất phát từ một cơ sở lý luận hay luận cứ triết học cụ thể nào đó. Ngược lại, vô thần thực tiễn không đòi hỏi một luận cứ cụ thể và có thể bao gồm sự không quan tâm và không biết về ý niệm thần thánh hay chúa trời.

### Vô thần thực tiễn
Trong chủ nghĩa vô thần "thực tế" hay "không thực tế", các cá nhân sống như thể không có thần thánh và họ giải thích các hiện tượng tự nhiên mà không dùng đến những khái niệm có tính chất thần thánh. Sự tồn tại của thần thánh không bị phủ nhận, nhưng có thể được xem là không cần thiết hoặc vô ích; thần thánh không mang lại mục đích sống, cũng không gây ảnh hưởng đến cuộc sống hằng ngày. Một hình thức vô thần thực tiễn khác với các hàm ý về cộng đồng khoa học là chủ nghĩa tự nhiên phương pháp luận (methodological naturalism) – sự "chấp nhận ngầm hay giả thiết về chủ nghĩa tự nhiên triết học trong phương pháp khoa học, không quan trọng việc có chấp nhận hay tin tưởng nó hay không".
Chủ nghĩa vô thần thực tiễn có nhiều hình thức khác nhau:
- Thiếu động cơ tôn giáo – đức tin vào chúa trời hay thần thánh không tạo động cơ cho hành động đạo đức, hành động tôn giáo, hay bất cứ dạng hành động nào khác;
- Chủ động loại bỏ các vấn đề về chúa trời hay thần thánh và tôn giáo ra khỏi hoạt động tìm kiếm tri thức hay các hoạt động thực tiễn.
- Không quan tâm đến các vấn đề về chúa trời hay thần thánh và tôn giáo; hoặc
- Không biết hoặc không có bất cứ ý niệm nào về chúa trời. hay thần thánh[37]

### Vô thần lý thuyết
Về khía cạnh lý thuyết, hoặc tu hành, chủ nghĩa vô thần thừa nhận một cách tường minh các luận cứ chống lại sự tồn tại của thánh thần, phản ứng lại các luận cứ hữu thần như luận cứ mục đích hoặc thuyết đánh cược của Pascal (Pascal's Wager). Các lập luận lý thuyết cho việc phủ nhận thần thánh dựa trên các dạng thức tâm lý học, xã hội học, siêu hình học và nhận thức luận đa dạng.

#### Các luận cứ nhận thức luận
Chủ nghĩa vô thần nhận thức luận lý luận rằng con người ta không thể nhận biết về Chúa Trời hay xác định sự tồn tại của Chúa Trời. Nền tảng của chủ nghĩa vô thần nhận thức luận là thuyết bất khả tri – một học thuyết có nhiều dạng thức đa dạng. Trong triết học về tính nội tại, thần thánh là một phần không thể tách biệt của chính thế giới, trong đó có tâm thức của con người, và ý thức của mỗi người bị khóa chặt trong chủ thể. Theo dạng thức bất khả tri này, hạn chế về góc nhìn đó ngăn cản mọi suy diễn khách quan từ đức tin vào một vị thần tới các khẳng định về sự tồn tại của vị thần đó. Thuyết bất khả tri duy lý của Kant và Thời kỳ Khai sáng chỉ chấp nhận các tri thức thu được từ việc suy luận hợp lý của con người; dạng vô thần này khẳng định rằng về nguyên tắc ta không thể nhận thức được thần thánh, và do đó ta không thể biết thần thánh có tồn tại hay không. Dựa trên các quan niệm của David Hume, chủ nghĩa hoài nghi khẳng định rằng sự xác tín về thứ gì cũng là bất khả thi, do đó người ta không bao giờ có thể nhận biết được sự tồn tại của Chúa Trời. Việc gán thuyết bất khả tri cho chủ nghĩa vô thần là điều còn đang bị tranh cãi; thuyết này còn có thể được xem là một thế giới quan cơ bản và độc lập.
Các dạng thức lập luận vô thần khác mà có thể xếp vào loại nhận thức luận, trong đó có chủ nghĩa chứng thực logic và chủ nghĩa bất khả tri lãnh đạm (ignosticism), khẳng định rằng các thuật ngữ cơ bản như "Chúa Trời" và các phát biểu như "Chúa Trời là đấng toàn năng" vô nghĩa hay không thể hiểu được. Chủ nghĩa bất khả nhận tri thần học (theological noncognitivism) cho rằng câu "Chúa Trời tồn tại" không biểu đạt một mệnh đề, trái lại, nó vô nghĩa về mặt nhận thức. Người ta đã tranh luận xung quanh việc các trường hợp như trên có thể xếp vào dạng nào của chủ nghĩa vô thần hay thuyết bất khả tri hay không. Các nhà triết học A. J. Ayer và Theodore M. Drange không đồng ý xếp vào thể loại nào vì cả hai loại này đều chấp nhận "Chúa Trời tồn tại" là một mệnh đề; thay vào đó, họ đặt chủ nghĩa bất khả nhận tri (noncognitivism) vào một thể loại riêng.

#### Các luận cứ siêu hình
Chủ nghĩa vô thần siêu hình dựa trên thuyết nhất nguyên siêu hình – quan niệm rằng thực tại là đồng nhất và không thể phân chia. Những người vô thần siêu hình tuyệt đối đồng ý với một hình thức nào đó của thuyết thực hữu, do đó họ phủ nhận thẳng sự tồn tại của những gì phi vật lý. Những người vô thần tương đối giữ một thái độ phủ nhận ngầm đối với khái niệm về Chúa, dựa trên sự phi lý giữa các triết thuyết của họ và các thuộc tính thường được cho là của Chúa Trời, chẳng hạn như tính siêu việt, một khía cạnh cá thể, hoặc thể thống nhất. Các ví dụ về chủ nghĩa vô thần siêu hình tương đối bao gồm thuyết phiếm thần, thuyết thần tồn tại nơi vạn vật (panentheism) và thuyết thần giáo tự nhiên.

#### Các luận cứ kinh tế học, xã hội học, tâm lý học

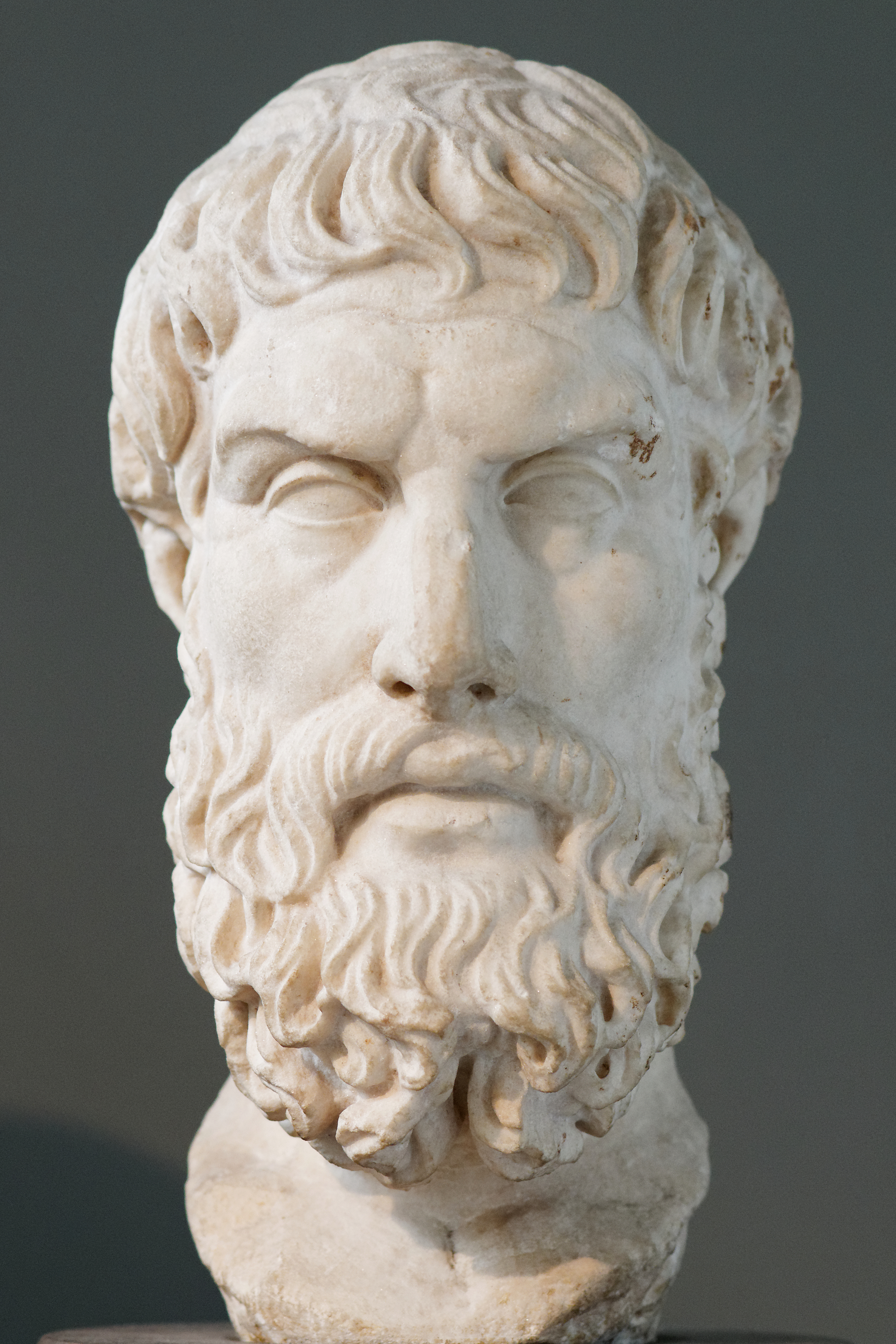
Epicurus được coi là người đầu tiên phát triển vấn đề về cái ác. David Hume, trong Đối thoại về Tôn giáo Tự nhiên (1779) đã trích lời Epicurus khi phát biểu luận cứ đó trong hình thức một chuỗi câu hỏi: "Chúa muốn ngăn chặn cái ác nhưng không thể? Nếu thế thì ngài không toàn năng. Còn nếu Chúa có thể ngăn chặn cái ác nhưng không muốn làm? Nếu thế thì ngài không toàn thiện. Còn nếu Chúa vừa muốn ngăn chặn cái ác vừa có thể làm điều này? Vậy thì tại sao cái ác vẫn tồn tại?"

Các nhà triết học như Ludwig Feuerbach và Sigmund Freud lập luận rằng Chúa Trời và các đức tin tôn giáo khác là các phát minh của con người, được tạo ra để thỏa mãn các nhu cầu hay ý muốn đa dạng về tâm lý hoặc tình cảm. Đây cũng là quan điểm của nhiều Phật tử. Chịu ảnh hưởng từ các tác phẩm của Feuerbach, Karl Marx và Friedrich Engels, lập luận rằng đức tin vào Chúa Trời và tôn giáo là các công cụ xã hội mà những người có quyền lực sử dụng để áp bức giai cấp lao động. Theo Mikhail Bakunin, "ý niệm về Chúa hàm ý sự từ bỏ lý tính và công lý của con người; nó là sự phủ nhận kiên quyết nhất đối với quyền tự do của con người, và nó dẫn đến kết quả tất yếu là sự nô lệ của loài người về lý thuyết cũng như thực tế". Đảo ngược câu cách ngôn nổi tiếng của Voltaire "Nếu không có Chúa thì cần phải phát minh ra Chúa", Bakunin nói "Nếu quả là có Chúa thì cần phải bãi bỏ ông ta".

#### Các luận cứ logic và hiện sinh
Chủ nghĩa vô thần logic khẳng định rằng nhiều ý niệm về thần linh, chẳng hạn như Thiên Chúa cá thể của Ki-tô giáo, được gán cho các phẩm chất mâu thuẫn lẫn nhau về logic. Những người vô thần này đưa ra các lập luận bằng suy diễn logic phản bác sự tồn tại của Chúa. Các lập luận này khẳng định sự không tương thích giữa những nét nhất định, chẳng hạn như sự hoàn hảo, vị thế đấng tạo hóa, tính bất biến, sự toàn tri toàn thức, sự hiện diện ở mọi nơi (omnipresence), toàn năng, vô cùng nhân từ (omnibenevolence), siêu việt, tính người (một thực thể kiểu như người), phi vật chất, công bằng và lòng khoan dung.
Các nhà vô thần theo trường phái thần luận thuyết (theodicy) tin rằng không thể dung hòa thế giới như họ trải nghiệm với các đức tính mà các nhà thần học thường gán cho Chúa Trời và các vị thần. Họ lập luận rằng không thể tồn tại một vị Chúa vừa toàn tri vừa toàn năng và vừa toàn thiện, đạo đức. Bởi nếu có vị Chúa như thế thì tại sao ngài không tiêu diệt cái ác, và thế giới này vẫn có cái ác, cái xấu, sự khổ đau?
Tất-đạt-đa Cồ-đàm (Phật Thích Ca Mâu Ni), người sáng lập ra Phật giáo, cũng đưa ra những lập luận phản bác sự tồn tại của một đấng toàn năng, sáng tạo thế giới từ hàng nghìn năm trước. Trong kinh Phật, "Phật nói rằng ba đặc tính mà người ta thường cho là của Thượng đế, đó là toàn năng, toàn tri toàn thức, và vô cùng nhân từ đối với nhân loại, nhưng chúng không thể cùng tương thích với thực tế hiện sinh của sự khổ." Phật Thích Ca Mâu Ni giảng rằng vũ trụ này được vận hành bởi quy luật Nhân - Quả và Luân hồi, chứ không hề có vị Thượng đế nào tạo ra vũ trụ và điều khiển những quy luật đó.

#### Các luận cứ theo thuyết loài người là trung tâm
Trường phái vô thần mang tính xây dựng hay theo thuyết giá trị (axiology) phủ nhận sự tồn tại của thần thánh để nghiêng về một "sự tuyệt đối cao hơn", chẳng hạn như nhân loại. Hình thức vô thần này coi nhân loại như là nguồn gốc tuyệt đối của luân lý và các giá trị, và cho phép các cá nhân giải quyết các vấn đề đạo đức mà không cần viện đến Chúa. Marx, Nietzsche, Freud và Sartre đều sử dụng luận cứ này để truyền đạt các thông điệp về tự do, phát triển đầy đủ (full-development), và niềm hạnh phúc không bị kìm giữ.
Một trong những phê phán phổ biến nhất đối với chủ nghĩa vô thần lại có hướng ngược lại – rằng việc phủ nhận sự tồn tại của một vị Chúa công bằng dẫn tới chủ nghĩa tương đối về đạo đức (moral relativism), để con người ta ở tình trạng không có nền tảng về đạo đức hay luân lý, hoặc làm cho cuộc sống trở nên vô nghĩa và đau khổ. Blaise Pascal đưa ra quan điểm này năm 1669.

## Lịch sử

### Thời cổ đại
Tuy thuật ngữ "vô thần" mới xuất hiện ở châu Âu từ thế kỷ XVI tại Pháp, các quan niệm mà ngày nay được ghi nhận là vô thần đã được ghi lại từ thời cổ đại.

#### Tôn giáo cổ Ấn Độ
Người ta đã tìm thấy các trường phái vô thần trong Ấn Độ giáo – một tôn giáo có xu hướng hữu thần rất mạnh. Trường phái triết học Cārvāka có tính chất triệt để duy vật và phản thần đã bắt nguồn từ Ấn Độ vào khoảng thế kỷ thứ VI trước Công Nguyên. Đây có lẽ là trường phái triết học vô thần rõ rệt nhất của Ấn Độ. Nhánh triết học Ấn Độ này được coi là một hệ thống không chính thống (heterodox) và không được xem là một phần của 6 trường phái chính thống của Ấn Độ giáo. Chatterjee và Datta giải thích rằng hiểu biết của các nhà nghiên cứu về triết học Cārvāka phân mảnh, chỉ dựa chủ yếu trên các phê phán của các trường phái khác, và không phải một truyền thống còn phát triển:
| “ | Tuy chủ nghĩa duy vật ở hình thức này hay hình thức khác đã luôn hiện diện ở Ấn Độ, được nhắc đến đôi chỗ trong kinh Vệ Đà, kinh sách Phật giáo, các bộ sử thi, cũng như trong các tác phẩm triết học ra đời muộn hơn, chúng ta không tìm thấy một tài liệu có hệ thống nào về chủ nghĩa duy vật, hay một trường phái có tổ chức nào tương tự như kiểu các trường phái triết học. Nhưng hầu như tất cả các tác phẩm của các trường phái khác đều nói đến các quan điểm duy vật khi phủ nhận chúng. Kiến thức của chúng ta về chủ nghĩa duy vật Ấn Độ chỉ dựa chủ yếu vào những điều này. | ” |

Các trường phái triết học Ấn Độ khác được coi là vô thần bao gồm Samkhya cổ điển và Purva Mimamsa. Sự phủ nhận một đấng tạo hóa cá thể cũng được thấy trong Kì na giáo và Phật giáo ở Ấn Độ.
Phật giáo là tôn giáo không có khái niệm về một đấng tác tạo hay thần có vị cách, Phật cũng không tự nhận mình là thần thánh. Vũ trụ quan Phật giáo có nhiều vị thần, nhưng trái với quan niệm thường gặp ở các tôn giáo khác về tính bất biến và vĩnh cửu của thần thánh, các vị này cũng trải qua quá trình sinh tử như con người. Ngoài ra, trong nhiều nền văn hóa, Phật giáo cùng tồn tại một cách hòa hợp với các quan niệm thần thánh bản địa. Nhưng về bản chất, việc có tồn tại các vị thần thánh hay thượng đế hay không không phải là mối quan tâm của Phật giáo.

#### Thời cổ điển ở phương Tây
Chủ nghĩa vô thần phương Tây có gốc rễ từ triết học Hy Lạp tiền Socrates, nhưng không nổi lên như là một thế giới quan rõ rệt cho đến cuối thời kỳ Khai sáng. Diagoras xứ Melos, triết gia Hy Lạp thế kỷ V trước Công Nguyên, được xem là "người vô thần đầu tiên",, chỉ trích mạnh mẽ tôn giáo và chủ nghĩa huyền bí. Critias coi tôn giáo là một phát minh của con người nhằm dọa cho dân chúng sợ hãi mà phải tuân theo các quy tắc đạo đức. Những người theo thuyết nguyên tử như Democritus cố gắng giải thích thế giới theo một cách thuần túy duy vật, hoàn toàn không viện đến cái gì tâm linh hay huyền bí. Prodicus và Protagoras nằm trong số các triết gia tiền Socrates khác cũng có quan điểm vô thần. Vào thế kỷ III trước Công Nguyên, các triết gia Hy Lạp Theodorus và Strato xứ Lampsacus cũng không tin là có các vị thần.

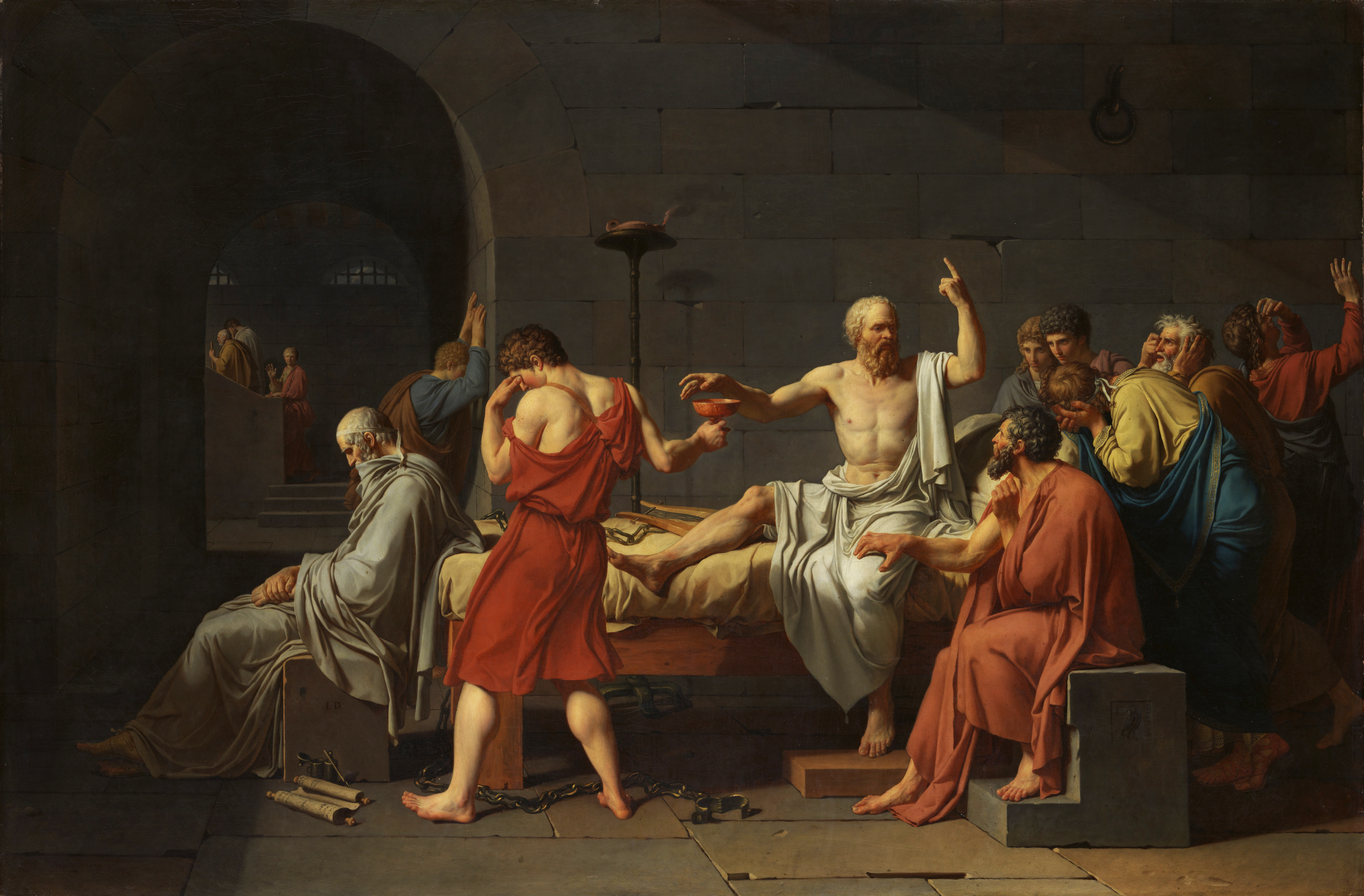
Socrates bị Meletus kết tội không tin vào thần thánh. Họa phẩm của Jacques-Louis David, Metropolitan Museum of Art.

Socrates (khoảng 471 – 399 TCN) đã bị buộc tội báng bổ thần thánh (xem song đề Euthyphro) vì ông đã khơi gợi ra việc chất vấn về các vị thần chính thống. Tuy Socrates phản đối cáo buộc rằng ông là một "người hoàn toàn vô thần" vì ông không thể là người vô thần khi ông tin vào các linh hồn, cuối cùng ông vẫn bị kết án tử hình.
Euhemerus (khoảng 330 – 260 TCN) công bố quan điểm của mình rằng thần thánh chỉ là các nhà lãnh đạo, tướng lĩnh và vị tiền bối trong quá khứ đã được phong thần, và rằng việc tôn sùng những người này và các tôn giáo về bản chất là sự tiếp nối của các vương quốc đã biến mất và các cấu trúc chính trị thời kỳ trước. Tuy không triệt để là một người vô thần, về sau Euhemerus đã bị chỉ trích là đã "phát tán chủ nghĩa vô thần ra khắp thế giới bằng cách xóa tan các vị thần thánh".
Nhà duy vật theo thuyết nguyên tử Epicurus (khoảng 341 – 270 TCN) phản bác nhiều thuyết tôn giáo, trong đó có sự tồn tại sau khi chết (lai thế) hoặc một vị thần tiên; ông coi linh hồn là cái thuần túy vật chất và không bất tử. Trong khi thuyết Epicurus (chủ nghĩa hưởng lạc) không phủ nhận sự tồn tại của các vị thần, nhưng ông tin rằng nếu có thần thánh thì họ không quan tâm đến loài người.
Nhà thơ La Mã Lucretius (khoảng 99 – 55 TCN) cũng đồng ý rằng nếu có thần thánh thì họ không quan tâm đến loài người và không thể tác động lên thế giới tự nhiên. Vì lý do này, ông tin rằng loài người không nên sợ hãi những gì siêu nhiên. Ông giảng giải cặn kẽ về các quan niệm của ông theo trường phái Epicurus về vũ trụ, nguyên tử, linh hồn, sự không bất tử và tôn giáo trong tác phẩm De rerum natura (Về bản chất của sự vật), tác phẩm này đã phổ biến triết học Epicurus ở La Mã.
Nhà triết học La Mã Sextus Empiricus cho rằng người ta nên ngừng phán xét về gần như tất cả các đức tin – một hình thức của chủ nghĩa hoài nghi được gọi là chủ nghĩa hoài nghi Pyrrho (Pyrrhonism), rằng không có gì ác một cách cố hữu, và rằng người ta có thể đạt được ataraxia (sự bình yên trong tâm thức) bằng cách ngừng chỉ trích phán xét. Nhiều tác phẩm của ông vẫn còn được lưu lại đã có một ảnh hưởng lâu dài đến các nhà triết học sau này.
Ý nghĩa của "vô thần" thay đổi theo tiến trình của thời cổ điển. Những tín đồ Ki-tô giáo thời kỳ đầu đã bị những người không theo Ki-tô giáo coi là vô thần vì họ không tin vào các vị thần của các tín ngưỡng đa thần. Thời Đế chế La Mã, những người Ki-tô giáo bị hành quyết vì họ phủ nhận các vị thần La Mã nói chung và tục thờ phụng hoàng đế nói riêng. Khi Ki-tô giáo trở thành quốc giáo của La Mã năm 381 dưới thời Theodosius I, dị giáo Ki-tô giáo bắt đầu trở thành một tội đáng bị trừng phạt.

### Thời Trung cổ và thời Phục Hưng
Các quan điểm vô thần hiếm khi được ủng hộ ở châu Âu trong thời Trung cổ (xem Tòa án dị giáo). Thay vào đó, siêu hình học, tôn giáo và thần học là những mối quan tâm chủ yếu. Tuy nhiên, trong thời kỳ này có những phong trào đã đẩy mạnh các khái niệm không chính thống về Thiên Chúa Ki-tô giáo, trong đó có những quan niệm khác nhau về thiên nhiên, sự siêu việt và khả năng tri thức của Thiên Chúa. Các cá nhân và các nhóm như John Scotus Eriugena, David xứ Dinant, Amalric xứ Bena, và Linh hồn Tự do (Brüder und Schwestern des freien Geistes) gìn giữ các quan điểm Ki-tô giáo với các xu hướng của thuyết phiếm thần. Nicholas xứ Cusa tin tưởng ở một hình thức của thuyết duy tín mà ông gọi là docta ignorantia (sự thiếu hiểu biết một cách có tri thức), khẳng định rằng Chúa Trời vượt ra ngoài khả năng phạm trù hóa của con người và tri thức của chúng ta về Chúa chỉ nằm trong phạm vi của sự phỏng đoán. William xứ Ockham tạo cảm hứng cho các xu hướng phản-siêu hình bằng quan niệm của ông về giới hạn duy danh (nominalistic) của tri thức con người đối với các đối tượng đặc biệt, và ông khẳng định rằng trí tuệ con người không có khả năng hiểu được bản chất thánh thần dù bằng trực quan hay lý luận. Những người ủng hộ Ockham, chẳng hạn John xứ Mirecourt và Nicholas xứ Autrecourt đã đẩy quan niệm này ra xa hơn. Kết quả là sự chia rẽ giữa đức tin và lý tính đã ảnh hưởng đến các nhà thần học sau này như John Wycliffe, Jan Hus và Martin Luther.
Thời Phục Hưng không làm được nhiều để mở rộng phạm vi của tư tưởng tự do và các chất vấn hoài nghi. Các cá nhân như Leonardo da Vinci đã hướng tới việc thực nghiệm như là một phương pháp để giải thích và phản đối các luận cứ từ giới chức tôn giáo (argumentum ad verecundiam). Những người phê phán tôn giáo và Nhà thờ trong thời kỳ này còn có Niccolò Machiavelli, Bonaventure des Périers và François Rabelais.

### Thời cận đại
Thời Phục Hưng và thời kỳ phong trào Cải cách Kháng cách đã chứng kiến một sự trỗi dậy của nhiệt tình tôn giáo, thể hiện ở sự nở rộ của các giáo phái, hội hữu ái và tinh thần mộ đạo mới trong thế giới Ki-tô giáo, và sự xuất hiện ngày càng nhiều của các giáo phái Kháng cách khổ hạnh chẳng hạn như các giáo phái theo tư tưởng Calvin. Thời kỳ của sự đối địch giữa các nhà thờ này đã cho phép một phạm vi rộng lớn hơn cho các suy đoán thần học và triết học, nhiều suy đoán trong số đó sau này đã được dùng để đẩy mạnh một thế giới quan hoài nghi về tôn giáo.
Các phê phán Ki-tô giáo xuất hiện ngày càng nhiều trong các thế kỷ XVII và XVIII, đặc biệt ở Pháp và Anh. Một số nhà tư tưởng Kháng cách, chẳng hạn Thomas Hobbes, ủng hộ một triết học duy vật và chủ nghĩa hoài nghi đối với các hiện tượng siêu nhiên. Cuối thế kỷ XVII, thuyết thần giáo tự nhiên bắt đầu được ủng hộ công khai bởi các trí thức như John Toland. Tuy chê cười Ki-tô giáo, nhưng nhiều người theo thuyết thần giáo tự nhiên xem thường chủ nghĩa vô thần. Người vô thần đầu tiên lột bỏ tấm áo choàng của thuyết thần giáo tự nhiên, thẳng thừng phủ nhận sự tồn tại của thần thánh, là Jean Meslier, một tu sĩ người Pháp sống ở cuối thế kỷ XVII, đầu thế kỷ XVIII. Theo sau ông là các nhà tư tưởng vô thần công khai khác, chẳng hạn như Nam tước Baron d'Holbach, Jacques-André Naigeon ở cuối thế kỷ XVIII, khi mà việc thể hiện sự bất tín vào Chúa Trời đã trở nên đỡ nguy hiểm hơn. David Hume là người tiêu biểu có hệ thống nhất về tư tưởng Khai sáng. Ông phát triển một nhận thức luận hoài nghi với nền móng là chủ nghĩa kinh nghiệm, nhấn mạnh cơ sở siêu hình của thần học tự nhiên.

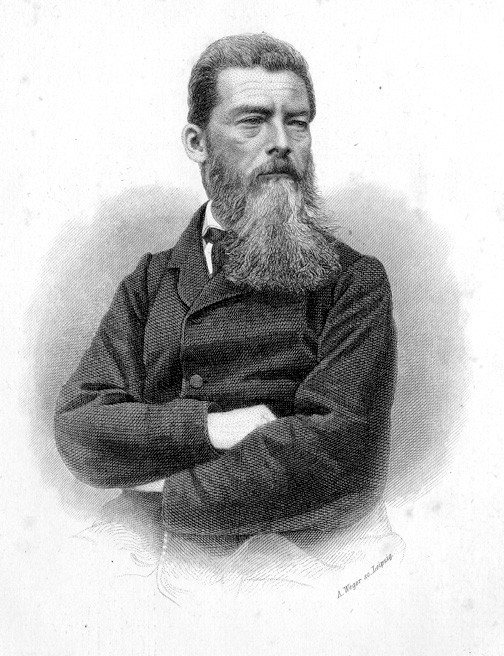
Cuốn Bản chất của Ki-tô giáo của Ludwig Feuerbach (1841) đã có ảnh hưởng lớn tới các triết gia như Engels, Marx, David Strauss và Nietzsche. Ông xem Chúa Trời là một phát minh của con người và coi các hoạt động tôn giáo là để thỏa mãn mong ước.

Cách mạng Pháp đã đưa chủ nghĩa vô thần ra ngoài các phòng trà để đến với công chúng. Các cố gắng thi hành Hiến pháp dân sự của giới Tăng lữ (Constitution civile du clergé) đã dẫn tới bạo lực chống giới tăng lữ và việc nhiều tăng lữ bị trục xuất khỏi nước Pháp. Các sự kiện chính trị hỗn loạn tại Paris thời cách mạng cuối cùng đã dẫn đến việc phe cấp tiến Jacobin đoạt được quyền lực năm 1793, mở ra thời kỳ Chuyên chính Dân chủ Cách mạng Jacobin, mà người Pháp gọi là la Terreur (thời kỳ Khủng bố). Tại đỉnh điểm, nhiều người vô thần trong giới quân sự đã cố gắng dùng vũ lực để loại bỏ hoàn toàn Ki-tô giáo khỏi nước Pháp, thay thế tôn giáo bằng Culte de la Raison (Sự tôn thờ lý tính). Những vụ khủng bố này kết thúc sau khi Robespierre bị tử hình (vụ Đảo chính tháng Nóng), nhưng một số biện pháp thế tục hóa của thời kỳ này vẫn là một di sản bền vững của nền chính trị Pháp.
Trong thời kỳ Napoléon, việc thế tục hóa xã hội Pháp đã được đưa vào hiến pháp, và cách mạng được xuất khẩu sang Bắc Ý với hy vọng tạo ra các nền cộng hòa dễ uốn nắn. Vào thế kỷ XIX, nhiều nhà vô thần và các nhà tư tưởng chống tôn giáo khác đã dành công sức của mình cho cách mạng xã hội và chính trị, tạo điều kiện cho các cuộc nổi dậy năm 1848, Risorgimento ở Ý và sự phát triển của một phong trào xã hội chủ nghĩa quốc tế.
Tại nửa cuối thế kỷ XIX, chủ nghĩa vô thần lên vị trí nổi bật dưới ảnh hưởng của các nhà triết học duy lý và tự do tư tưởng. Nhiều triết gia Đức nổi bật trong thời kỳ này đã phủ nhận sự tồn tại của thần thánh và có thái độ phê phán tôn giáo, trong đó có Ludwig Feuerbach, Arthur Schopenhauer, Karl Marx và Friedrich Nietzsche.

### Từ năm 1900
Chủ nghĩa vô thần trong thế kỷ XX, đặc biệt trong hình thức vô thần thực tiễn, đã phát triển mạnh trong nhiều xã hội. Tư tưởng vô thần được ghi nhận bởi nhiều triết thuyết khác rộng hơn, chẳng hạn như chủ nghĩa hiện sinh, thuyết khách quan, chủ nghĩa nhân văn thế tục, thuyết hư vô (nihilism), chủ nghĩa chứng thực logic (logical positivism), chủ nghĩa Marx, thuyết nam nữ bình quyền và các phong trào khoa học và duy lý nói chung.
Chủ nghĩa chứng thực logic và thuyết khoa học vạn năng (scientism) đã mở đường cho chủ nghĩa chứng thực mới (neopositivism), triết học phân tích (analytical philosophy), thuyết cấu trúc (structuralism) và chủ nghĩa tự nhiên. Chủ nghĩa chứng thực mới và triết học phân tích đã loại bỏ thuyết siêu hình và chủ nghĩa duy lý cổ điển để hướng về chủ nghĩa kinh nghiệm chặt chẽ và thuyết duy danh nhận thức luận. Những người nổi bật như Bertrand Russell phủ nhận mạnh mẽ đức tin vào Chúa Trời. Trong tác phẩm thời kỳ đầu của mình, Ludwig Wittgenstein đã cố gắng tách riêng ngôn ngữ siêu hình và siêu nhiên ra khỏi nghị luận duy lý. A. J. Ayer dùng lập trường gắn bó với khoa học thực nghiệm để khẳng định tính bất khả kiểm chứng và vô nghĩa của các phát biểu tôn giáo. Trong mối liên quan đó, thuyết cấu trúc ứng dụng của Lévi-Strauss dẫn nguồn gốc của ngôn ngữ tôn giáo về tiềm thức của con người khi phủ nhận ý nghĩa siêu việt của ngôn ngữ đó. J. N. Findlay và J. J. C. Smart lập luận rằng sự tồn tại của Chúa Trời về logic là không cần thiết. Các nhà tự nhiên học và nhất nguyên duy vật như John Dewey coi thế giới tự nhiên là cơ sở của mọi thứ, họ phủ nhận sự tồn tại của Chúa Trời hay sự bất tử.
Thế kỷ XX còn chứng kiến sự lớn mạnh về chính trị của chủ nghĩa vô thần, được khích lệ bởi diễn giải về các tác phẩm của Marx và Engels. Sau Cách mạng tháng Mười ở Nga năm 1917, tự do tôn giáo cho các tôn giáo nhỏ đã tồn tại được vài năm, trước khi các chính sách của Stalin chuyển sang hướng kiềm chế tôn giáo. Liên Xô và các quốc gia cộng sản khác chủ động truyền bá chủ nghĩa vô thần và phản đối tôn giáo, thường bằng các biện pháp bạo lực.

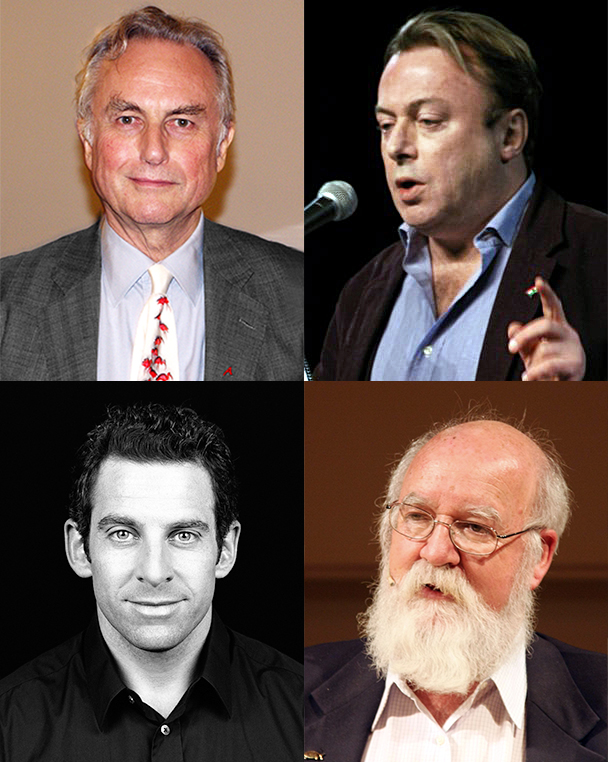
"Bốn Kỵ binh Phi Khải huyền" (từ góc trên bên trái theo chiều kim đồng hồ): Richard Dawkins, Christopher Hitchens, Daniel Dennett và Sam Harris

Những người đi đầu khác như E. V. Ramasami Naicker (Periyar), một lãnh đạo vô thần nổi bật của Ấn Độ, đấu tranh chống lại Ấn Độ giáo và đẳng cấp Bà-la-môn do phân biệt đối xử và chia rẽ nhân dân dưới danh nghĩa đẳng cấp và tôn giáo. Điều này thể hiện rõ năm 1956 khi ông đeo cho thần Rama của Ấn Độ giáo một tràng hoa kết từ những chiếc dép và đưa ra những tuyên bố phản thần.
Năm 1966, tạp chí Time đặt câu hỏi "Phải chăng Chúa đã chết?" ("Is God Dead?") khi bàn về phong trào thần học về cái chết của Chúa, trích dẫn ước lượng rằng gần một nửa dân chúng trên thế giới sống dưới một quyền lực phản tôn giáo, và hàng triệu người khác ở châu Phi, châu Á và Nam Mỹ có vẻ thiếu kiến thức về Thiên Chúa Ki-tô giáo. Năm sau, chính phủ Albania của Enver Hoxha công bố lệnh đóng cửa tất cả các cơ sở tôn giáo trong cả nước, tuyên bố Albania là quốc gia vô thần đầu tiên trên thế giới. Các chính phủ này đã làm tăng các liên hệ tiêu cực về chủ nghĩa vô thần, đặc biệt khi tinh thần chống cộng sản ở Hoa Kỳ đang mạnh mẽ, bất chấp một thực tế là các nhà vô thần nổi bật cũng là những người theo chủ nghĩa chống cộng.
Sau khi Bức tường Berlin sụp đổ, số các chính phủ chủ động chống tôn giáo đã giảm đi đáng kể. Năm 2006, Timothy Shah của Pew Forum ghi nhận "một xu hướng toàn cầu của tất cả các nhóm tôn giáo chính, trong đó các phong trào dựa vào Chúa Trời và đức tin đang được chứng kiến sự tin tưởng và ảnh hưởng ngày càng cao trong thế đối đầu với các phong trào và hệ tư tưởng thế tục". Nhưng Gregory S. Paul và Phil Zuckerman coi đây chỉ là một huyền thoại và cho rằng tình hình thực tế phức tạp và nhiều sắc thái hơn nhiều.

## Nhân khẩu học

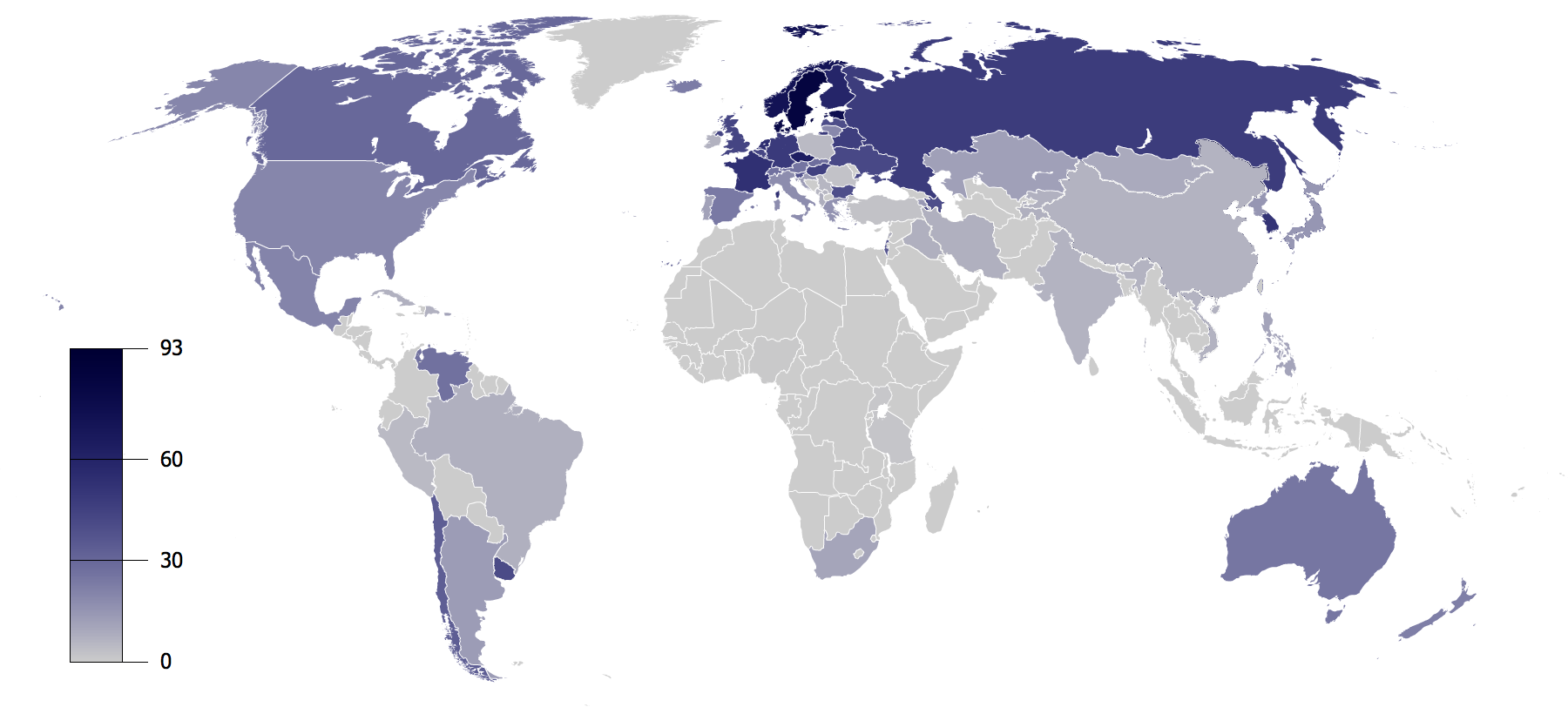
Tỷ lệ người vô thần và bất khả tri trên thể giới năm 2007 theo điều tra của Đại học Cambridge

Khó có thể xác định được số người vô thần trên toàn thế giới. Những người tham gia các cuộc thăm dò ý kiến về tôn giáo và tín ngưỡng có thể định nghĩa khái niệm "vô thần" không giống nhau hoặc có sự phân biệt khác nhau giữa vô thần, các đức tin phi tôn giáo, tôn giáo phi thần và các đức tin tâm linh Ngoài ra, dân chúng ở một số vùng trên thế giới không nhận mình là người vô thần để tránh bị xã hội kì thị, phân biệt đối xử và đàn áp. Một cuộc thăm dò năm 2007 công bố tại từ điển Encyclopædia Britannica cho thấy số người không theo tôn giáo chiếm 11,7% dân số thế giới và số người vô thần chiếm khoảng 2,3%. Các con số này không bao gồm những người theo các tôn giáo vô thần, chẳng hạn một số tín đồ Phật giáo. Một cuộc thăm dò vào tháng 11-12 năm 2006 được công bố tại báo Financial Times đưa ra các tỷ lệ tại Hoa Kỳ và 5 nước châu Âu. Theo đó, tỷ lệ người Mỹ nói rằng mình có một đức tin nào đó vào thượng đế hay đấng tối cao là 73% và cao hơn tỷ lệ tương ứng của châu Âu. Còn đối với những người trưởng thành được thăm dò ý kiến ở châu Âu, nước Ý có tỷ lệ thể hiện đức tin cao nhất (62%), còn Pháp có tỷ lệ thấp nhất (27%). Tại Pháp, 32% tuyên bố mình là người vô thần, ngoài ra còn có 32% khác tuyên bố mình theo thuyết bất khả tri. Một cuộc thăm dò chính thức của Liên minh châu Âu thu được các kết quả tương đồng: 18% dân số EU không tin vào một vị thượng đế nào; 27% chấp nhận sự tồn tại của "sức sống tâm linh" ("spiritual life force") nào đó, trong khi 52% khẳng định đức tin vào một vị thượng đế cụ thể. Tỷ lệ những người có đức tin tăng lên 65% ở những người chỉ đi học đến tuổi 15; trong những người tham gia thăm dò ý kiến, những người nhận là xuất thân từ các gia đình giáo dục nghiêm khắc có tỷ lệ tin vào thượng đế cao hơn những người cho rằng mình xuất thân từ gia đình ít quy củ nghiêm khắc.
Một lá thư in trong tạp chí Nature năm 1998 viết về một cuộc thăm dò cho kết quả là: trong các thành viên Viện khoa học quốc gia Hoa Kỳ (National Academy of Science), tỷ lệ người có đức tin vào một vị thượng đế cá thể hoặc lai thế (sự sống sau cái chết) chỉ là 7,0% - mức thấp nhất trong lịch sử, trong khi tỷ lệ này ở dân Mỹ là 85%. Cũng năm đó Frank Sulloway ở Viện Công nghệ Massachusetts và Michael Shermer ở Đại học Tiểu bang California (California State University) thực hiện một nghiên cứu mà kết quả thăm dò người Mỹ trưởng thành "có bằng cấp" (12% có bằng tiến sĩ, 62% tốt nghiệp đại học) cho thấy 64% tin vào Chúa Trời, và có sự tương quan cho thấy đức tin mạnh mẽ vào tôn giáo giảm dần khi học càng cao. Mối tương quan nghịch giữa tôn giáo và trí tuệ đã được thấy ở 39 nghiên cứu khác trong thời gian từ 1927 đến 2002, theo một bài viết tại tạp chí Mensa. Các phát kiến này cũng thuận với siêu - phân tích thống kê năm 1958 của Giáo sư Michael Argyle ở Đại học Oxford. Ông phân tích 7 công trình nghiên cứu đã điều tra mối tương quan giữa thái độ đối với tôn giáo và chỉ số thông minh của các học sinh và sinh viên Mỹ. Tuy tìm thấy một mối tương quan nghịch rõ ràng, phân tích đã không chỉ ra mối quan hệ nhân quả mà ghi nhận rằng các nhân tố như nền tảng gia đình nghiêm khắc và tầng lớp xã hội có thể đã có ảnh hưởng. Trong Điều tra Dân số và Cư trú năm 2006 của Úc, tại câu hỏi về tôn giáo, 18,7% dân số đánh dấu ô "không có tôn giáo" hoặc viết một câu trả lời mà sau đó được xếp vào diện không có tôn giáo. Câu hỏi này không bắt buộc, và có 11,2% dân số không trả lời.

## Chủ nghĩa vô thần, tôn giáo và đạo đức

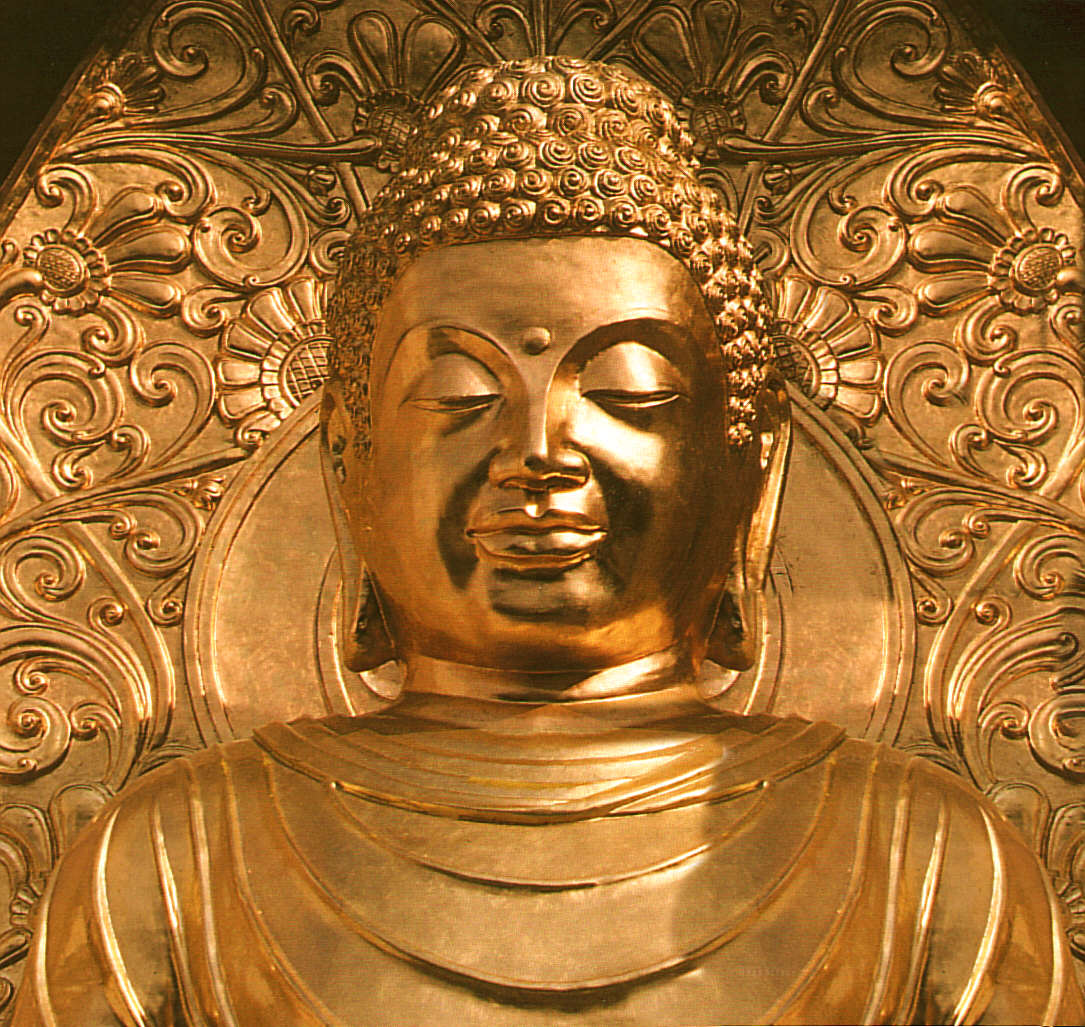
Đạo Phật không nói đến một đấng tác tạo nên thường được xem là phi thần.

Tuy những người tự nhận là vô thần thường được coi là không tôn giáo, một số giáo phái của một số tôn giáo lớn phủ nhận sự tồn tại của một đấng tác tạo có vị cách. Những năm gần đây, một số giáo phái đã thu nạp một số tín đồ vô thần công khai, chẳng hạn như Do Thái giáo nhân văn (humanistic Judaism) hay người Do Thái vô thần và những người vô thần Ki-tô giáo.
Theo cách hiểu chặt chẽ nhất, chủ nghĩa vô thần chứng thực không nói đến một niềm tin cụ thể nào ngoài sự không tin vào bất cứ thần thánh nào. Do đó những người vô thần có thể có các niềm tin tâm linh. Vì lý do này, người vô thần có thể có các niềm tin luân lý đa dạng, từ thuyết phổ quát đạo đức (moral universalism) của chủ nghĩa nhân văn, thuyết nói rằng cần áp dụng thống nhất một quy tắc đạo đức cho tất cả mọi người, tới thuyết hư vô đạo đức (moral nihilism), thuyết cho rằng đạo đức là vô nghĩa.
Tuy là một chân lý triết học, được bao hàm trong song đề Euthyphro của Plato rằng vai trò của các vị thần trong việc xác định đúng sai là không cần thiết hoặc có tính thất thường, luận cứ rằng đạo đức phải xuất phát từ Chúa Trời và không thể tồn tại mà không có một đấng đạo hóa thông thái đã là một đặc trưng dai dẳng của các cuộc tranh luận chính trị hay triết học. Các quy tắc chung về đạo đức như "giết người là sai" được xem là luật thần thánh, đòi hỏi một nhà làm luật và phán xét thần thánh. Tuy nhiên, nhiều nhà vô thần lý luận rằng việc đối xử với đạo đức một cách quá pháp lý đã dùng đến một phép loại suy sai (false analogy), và đạo đức không phụ thuộc vào một nhà lập pháp theo cùng cách của các luật pháp.
Các nhà triết học Susan Neiman và Julian Baggini cùng với một số người khác cho rằng cư xử một cách có đạo đức chỉ vì một quyền lực thần thánh đòi hỏi thì không phải là hành vi đạo đức chân chính mà chỉ là sự tuân phục mù quáng. Baggini lập luận rằng chủ nghĩa vô thần là một cơ sở tốt hơn cho luân lý học. Ông cho rằng một cơ sở đạo đức nằm ngoài các mệnh lệnh tôn giáo là cần thiết cho việc đánh giá tính đạo đức của chính các mệnh lệnh đó - để có thể nhận thức được rõ ràng, ví dụ "người hãy ăn cắp" là vô đạo đức, ngay cả khi tôn giáo của ai đó ra lệnh như vậy - và rằng những người vô thần do đó có lợi thế trong việc có xu hướng đưa ra một đánh giá như vậy. Nhà triết học đương đại người Anh Martin Cohen đã đưa ra ví dụ có ý nghĩa quan trọng về các mệnh lệnh trong Kinh Thánh có tính chất ủng hộ tra tấn và chế độ nô lệ, ông coi đây là bằng chứng cho thấy các mệnh lệnh tôn giáo đã tuân theo các truyền thống chính trị và xã hội chứ không phải ngược lại. Nhưng ông cũng ghi nhận rằng có vẻ những nhà triết học được cho là vô tư và khách quan cũng đồng tình với xu hướng này. Cohen phát triển luận cứ này một cách chi tiết hơn trong tác phẩm Political Philosophy from Plato to Mao (Triết học chính trị từ Plato đến Mao), trong đó ông lập luận rằng Kinh Koran đóng một vai trò trong việc duy trì các quy tắc xã hội có từ đầu thế kỷ VII bất chấp những thay đổi trong xã hội thế tục.
Tuy nhiên, những nhà vô thần như Sam Harris đã lập luận rằng sự phụ thuộc của các tôn giáo phương Tây vào thần quyền đã dẫn nó tới sự chủ nghĩa chuyên chế và giáo điều. Chủ nghĩa cơ yếu tôn giáo (religious fundamentalism) và khuynh hướng tôn giáo ngoại tại (extrinsic religious orientation) (khi tôn giáo được gìn giữ vì nó phục vụ các lợi ích kín đáo) đã được xem là có tương quan với chủ nghĩa chuyên chế, giáo điều, và thành kiến. Luận cứ này kết hợp với các sự kiện lịch sử được cho là thể hiện sự nguy hiểm của tôn giáo như Thập tự chinh, tòa án dị giáo, truy lùng phù thủy, tấn công khủng bố – thường được những nhà vô thần bài tôn giáo sử dụng để biện minh cho các quan điểm của mình. Các tín đồ phản biện rằng một số chế độ cổ xúy vô thần như Liên Xô và Trung Quốc đã gây ra cái chết của rất nhiều người. Để phản bác, các nhà vô thần như Sam Harris và Richard Dawkins cho rằng những sự tàn ác đó bị ảnh hưởng bởi chủ nghĩa Marx giáo điều chứ không phải chủ nghĩa vô thần, và rằng trong khi Stalin và Mao Trạch Đông là những người vô thần, họ không thực hiện những điều đó nhân danh chủ nghĩa vô thần.